# Kapsalon

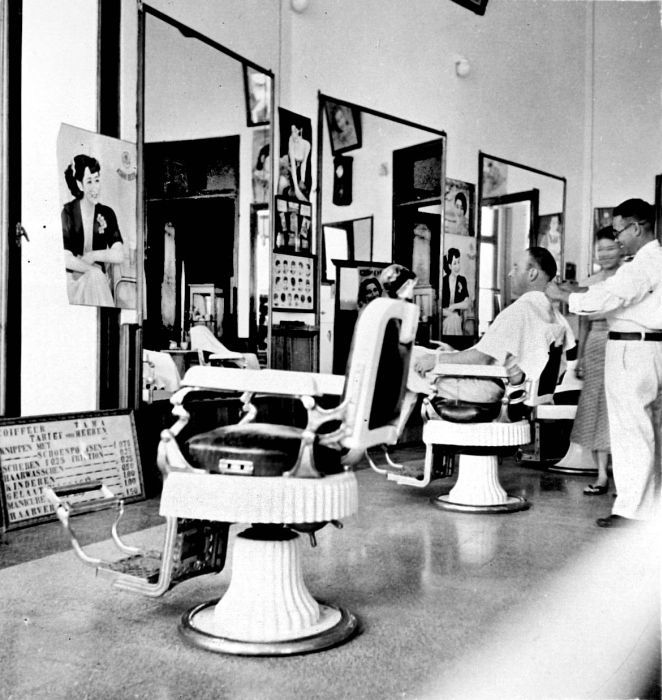
Kapsalon in Surabaya - Collectie Wereldmuseum Amsterdam

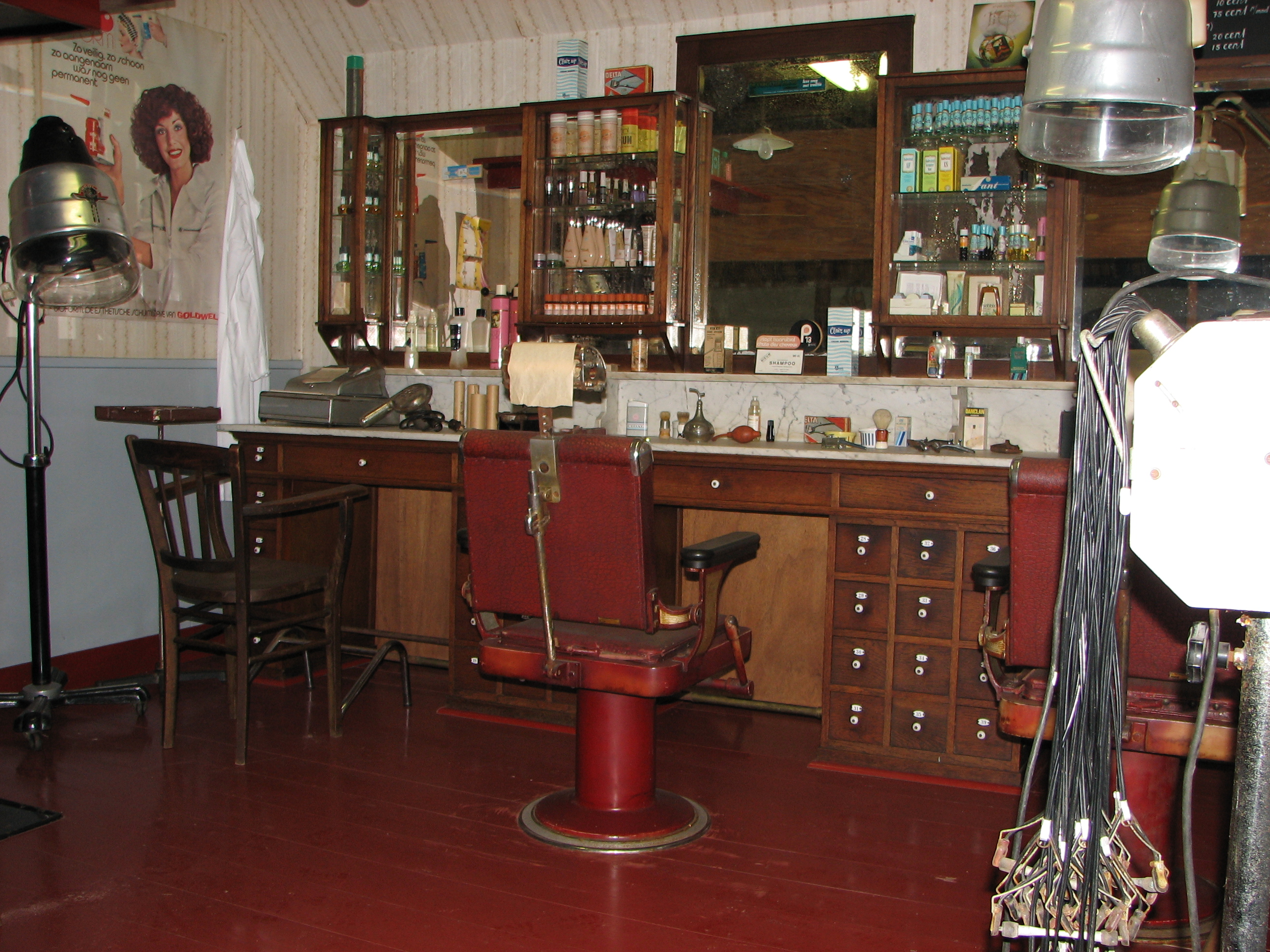
Interieur van een kapperszaak in Amsterdam in het begin van de twintigste eeuw

Een kapsalon of kapperszaak is een gelegenheid waar men zijn of haar haar kan laten knippen en behandelen.

## Geleverde diensten
Vroeger waren er alleen dames- of herenkappers. Deze scheiding komt tegenwoordig veel minder vaak voor: mannen en vrouwen kunnen nu vaak bij dezelfde kapsalon terecht. Naast de behandeling van het haar, zoals wassen, knippen en blonderen, kan men bij een kapsalon vaak ook terecht om haarverzorgingsproducten te kopen of zich te laten scheren. Veel kapsalons bieden ook nagelverzorging of epileren aan.

## Trivia
- In Amerika werden sommige kapsalons ook gebruikt om gezamenlijk a capella te zingen. Dit fenomeen bestaat tot op de dag van vandaag onder de naam barbershop.
- In Rotterdam was er een kapper die in zijn zaak ook een zelfbedacht shoarmagerecht serveerde dat hij bestelde bij een naburig gelegen shoarmazaak. Dit werd landelijk bekend onder de naam Kapsalon.[1]